# هاريسبورغ (كارولاينا الشمالية)
هاريسبورغ (بالإنجليزية: Harrisburg, North Carolina)‏ هي بلدة أمريكية تقع في الولايات المتحدة في مقاطعة كاباروس، كارولاينا الشمالية. يقدر عدد سكانها بـ 11,526 نسمة ومساحتها 16.2 كم2 ووترتفع عن سطح البحر 196 متر.

## التركيبة السكانية
حدّد مكتب تعداد الولايات المتحدة بيانات التركيبة السكانية لهاريسبورغ في تعداد الولايات المتحدة. في ما يلي، التركيبة السكانية حسب تعدادي 2000 و2010.

### تعداد عام 2000
بلغ عدد سكان هاريسبورغ 4,493 نسمة بحسب تعداد عام 2000، وبلغ عدد الأسر 1,556 أسرة وعدد العائلات 1,322 عائلة مقيمة في البلدة. في حين سجلت الكثافة السكانية 153.8 نسمة لكل كيلومتر مربع (398.3/ميل2). وبلغ عدد الوحدات السكنية 1,614 وحدة بمتوسط كثافة قدره 55.3 لكل كيلومتر مربع (143.2/ميل2).
وتوزع التركيب العرقي للبلدة بنسبة 94.75% من البيض و3.23% من الأمريكيين الأفارقة و0.42% من الأمريكيين الأصليين و0.93% من الأمريكيين ذوي الأصول الآسيوية و0.22% من الأعراق الأخرى و0.45% من عرقين مختلطين أو أكثر و0.82% من الهسبانيون أو اللاتينيون من أي عرق.
بلغ عدد الأسر 1,556 أسرة كانت نسبة 44.9% منها لديها أطفال تحت سن الثامنة عشر تعيش معهم، وبلغت نسبة الأزواج القاطنين مع بعضهم البعض 76.7% من أصل المجموع الكلي للأسر، ونسبة 5.7% من الأسر كان لديها معيلات من الإناث دون وجود شريك،  بينما كانت نسبة 2.5% من الأسر لديها معيلون من الذكور دون وجود شريكة وكانت نسبة 15% من غير العائلات. تألفت نسبة 13.2% من أصل جميع الأسر من عدة أفراد يعيشون في نفس المنزل ونسبة 4.6% كانت تتألف من شخص يعيش بمفرده يبلغ من العمر 65 عاماً أو أكثر. وبلغ متوسط حجم الأسرة المعيشية 2.85، أما متوسط حجم العائلات فبلغ 3.13.
بلغ العمر الوسطي للسكان 38.1 عاماً. وكانت نسبة 28% من القاطنين تحت سن الثامنة عشر، وكانت نسبة 4.9% بين الثامنة عشر والرابعة والعشرين عاماً، ونسبة 31.5% كانت واقعةً في الفئة العمرية ما بين الخامسة والعشرين والرابعة والأربعين عاماً، ونسبة 25.8% كانت ما بين الخامسة والأربعين والرابعة والستين، ونسبة 8.3% كانت ضمن فئة الخامسة والستين عاماً فما فوق. يوجد لكل 100 أنثى 99.7 ذكر، ويوجد لكل 100 أنثى في الثامنة عشر من عمرها فما فوق 95.6 ذكر.
بلغ متوسط دخل الأسرة في البلدة 65,086 دولارًا، أما متوسط دخل العائلة فبلغ 73,182 دولارًا. وكان متوسط دخل الذكور 48,281 دولارًا مقابل 31,808 دولارًا للإناث. وسجل دخل الفرد الخاص بالبلدة 25,478 دولارًا. وكانت نسبة 0% من العائلات ونسبة 1.4% من السكان تحت خط الفقر، وكان من هؤلاء نسبة 0% تحت سن الثامنة عشر ونسبة 3.4% في الخامسة والستين من العمر وما فوق.

### تعداد عام 2010
بلغ عدد سكان هاريسبورغ 11,526 نسمة بحسب تعداد عام 2010، وبلغ عدد الأسر 4,003 أسرة وعدد العائلات 3,174 عائلة مقيمة في البلدة. في حين سجلت الكثافة السكانية 394.6 نسمة لكل كيلومتر مربع (1,022.0/ميل2). وبلغ عدد الوحدات السكنية 4,174 وحدة بمتوسط كثافة قدره 142.9 لكل كيلومتر مربع (370.1/ميل2).
وتوزع التركيب العرقي للبلدة بنسبة 75.79% من البيض و16.42% من الأمريكيين الأفارقة و0.45% من الأمريكيين الأصليين و4.53% من الأمريكيين ذوي الأصول الآسيوية و0.87% من الأعراق الأخرى و1.95% من عرقين مختلطين أو أكثر و3.65% من الهسبانيون أو اللاتينيون من أي عرق.
بلغ عدد الأسر 4,003 أسرة كانت نسبة 46.8% منها لديها أطفال تحت سن الثامنة عشر تعيش معهم، وبلغت نسبة الأزواج القاطنين مع بعضهم البعض 68% من أصل المجموع الكلي للأسر، ونسبة 8.2% من الأسر كان لديها معيلات من الإناث دون وجود شريك،  بينما كانت نسبة 3.1% من الأسر لديها معيلون من الذكور دون وجود شريكة وكانت نسبة 20.7% من غير العائلات. تألفت نسبة 16.7% من أصل جميع الأسر من عدة أفراد يعيشون في نفس المنزل ونسبة 5.9% كانت تتألف من شخص يعيش بمفرده يبلغ من العمر 65 عاماً أو أكثر. وبلغ متوسط حجم الأسرة المعيشية 2.87، أما متوسط حجم العائلات فبلغ 3.27.
بلغ العمر الوسطي للسكان 37.3 عاماً. وكانت نسبة 30.4% من القاطنين تحت سن الثامنة عشر، وكانت نسبة 5.6% بين الثامنة عشر والرابعة والعشرين عاماً، ونسبة 29.5% كانت واقعةً في الفئة العمرية ما بين الخامسة والعشرين والرابعة والأربعين عاماً، ونسبة 25.3% كانت ما بين الخامسة والأربعين والرابعة والستين، ونسبة 9.2% كانت ضمن فئة الخامسة والستين عاماً فما فوق. وتوزع التركيب الجنسي للسكان بنسبة 49% ذكور و51% إناث.